# Hydrophilus insularis
Hydrophilus insularis är en skalbaggsart som beskrevs av François Louis Nompar de Caumont de Laporte 1840. Hydrophilus insularis ingår i släktet Hydrophilus och familjen palpbaggar. Inga underarter finns listade i Catalogue of Life.